# Ūkhī Tappeh
Ūkhī Tappeh (persiska: اوخی تپه) är en ort i Iran.   Den ligger i provinsen Golestan, i den norra delen av landet, 300 km nordost om huvudstaden Teheran. Ūkhī Tappeh ligger 12 meter över havet och antalet invånare är 296.
Terrängen runt Ūkhī Tappeh är mycket platt. Runt Ūkhī Tappeh är det ganska tätbefolkat, med 65 invånare per kvadratkilometer. Närmaste större samhälle är Īncheh Borūn, 4,9 km norr om Ūkhī Tappeh. Omgivningarna runt Ūkhī Tappeh är i huvudsak ett öppet busklandskap.